# Weatherford

Символіка фірми. Варіант.

Weatherford International Ltd. (NYSE: WFT) — швейцарська (до лютого 2009 американська) компанія, штаб-квартира — в Женеві.

## Власники та керівництво
96% акцій компанії належить інституціональним інвесторам, найбільші з яких — Clearbridge Advisors (11,63 %), Fidelity Management & Research (6,51 %), Wellington Management (5,65 %). Капіталізація на Нью-Йоркській фондовій біржі на грудень 2012 р. — $22,7 млрд.
Голова ради директорів і головний керуючий компанії - Бернард Дюрок-Даннер (Bernard Duroc-Danner).

## Діяльність
Компанія спеціалізується на виробництві і постачаннях нафтовидобувного обладнання і надання сервісних послуг нафтогазовим підприємствам більш ніж в 100 країнах.
Загальна чисельність персоналу - понад 70 тис. осіб (2012 рік). Виручка в 2012 році склала $ 15,21 млрд, чистий прибуток - ($ 778) млн

### Weatherford в Україні
ТОВ «Везерфорд Україна» є частиною міжнародної групи Weatherford International